# Ptiloglossa hondurasica
Ptiloglossa hondurasica är en biart som beskrevs av Cockerell 1949. Ptiloglossa hondurasica ingår i släktet Ptiloglossa och familjen korttungebin. Inga underarter finns listade i Catalogue of Life.